# Schloss Moos (Niederbayern)

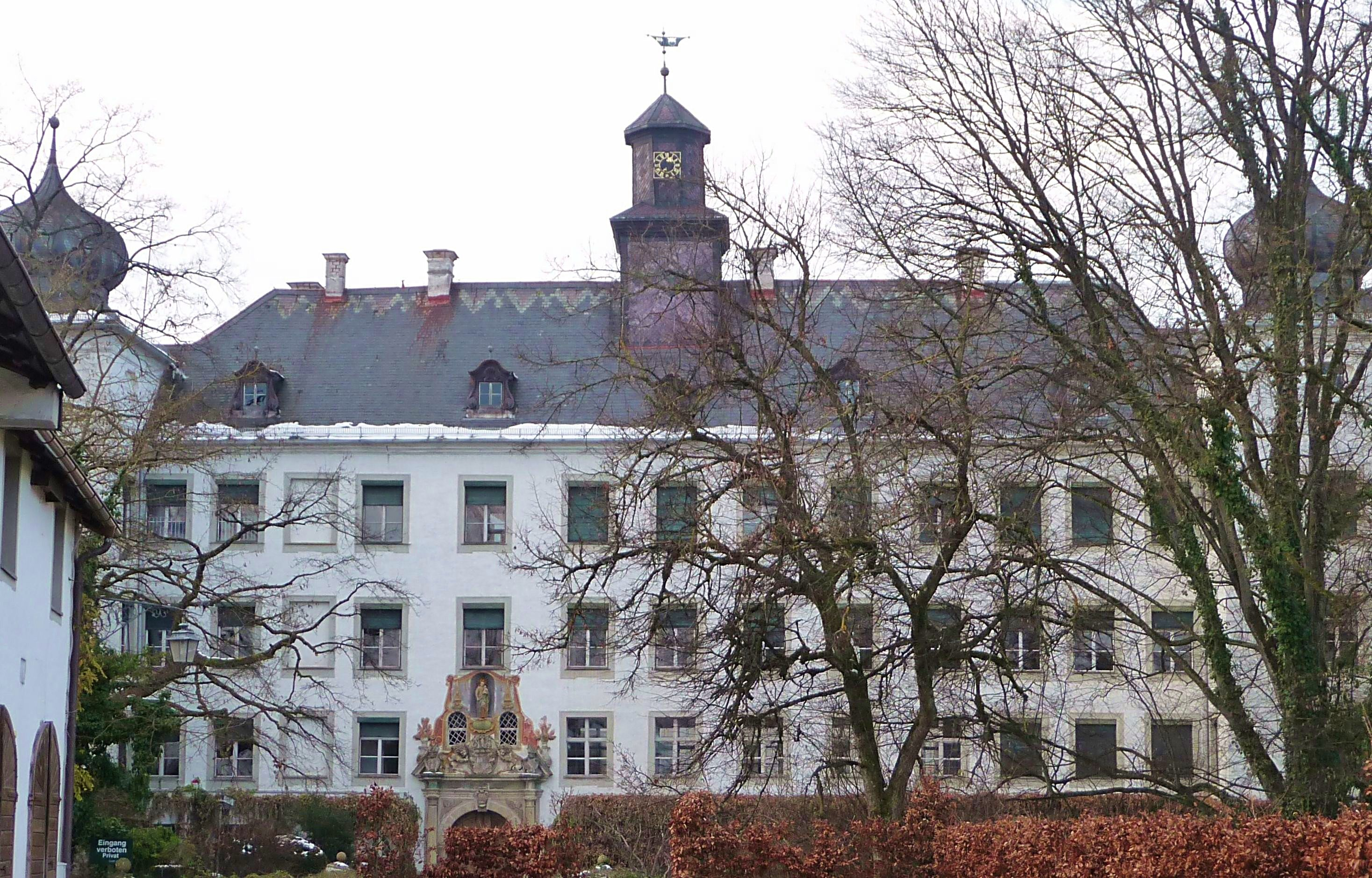
Schloss Moos

Schloss Moos ist ein Wasserschloss in der Ortschaft Moos im Landkreis Deggendorf. Es ist unter der Aktennummer D-2-71-135-4 als Baudenkmal verzeichnet. Die Anlage wird ferner als Bodendenkmal unter der Aktennummer D-2-7243-0358 mit der Beschreibung „untertägige mittelalterliche und frühneuzeitliche Befunde im Bereich des Schlosses Moos und der Schlosskapelle St. Georg“ geführt.

## Geschichte

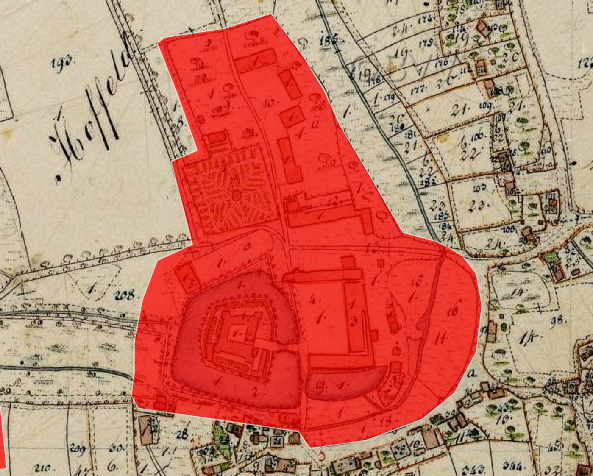
Lageplan von Schloss Moos (Niederbayern) auf dem Urkataster von Bayern

Die Anlage wurde 1207 erstmals in einer Niederaltaicher urkundlich erwähnt als ein Ebo de palude im Gefolge des Grafen von Bogen genannt wird. Zwei Jahre später werden die Brüder Ebo wieder im Gefolge der Bogener Grafen genannt. Beide Male ist ein Altmann von Helingersperge (= Hengersberg) mit beurkundet; da der Name Altmann auch bei den Rittern von Moos wiederkehrt, kann auf eine Verwandtschaft geschlossen werden.
Als der Abt Hermann von Kloster Niederaltaich 1270 den Mooser Besitz durch einen Tausch mit Heinrich Gestl von Moos erwarb, wurde die damalige Burg abgerissen. 1273 erhielten Ebo und Marquard von Moos dieses als Lehen wieder zurück, wobei an einen Wiederaufbau der Burg nicht gedacht war. Der Besitz kommt in der Folge an Berthold von Kallenberg, der ebenfalls aus einem Bogener Ministerialengeschlecht stammte. 1340 verkaufte er seinen Besitz an seinen Vetter Dietrich von Aichberg. Die Aichberger waren als Lehensleute des Klosters in den Besitz von Moos und bauten die Burg 1377 wieder auf. Sie herrschten dort bis 1511.
Im Frühsommer 1504 wurden die Burg und der Ort während des Landshuter Erbfolgekrieges von pfälzischen Truppen verwüstet. Als der letzte Aichberger, Hans von Aichberg, 1511 verstarb, hinterließ er „viele tapfere und merkliche Schulden“. Erbe wurde dessen Schwiegersohn Ulrich II. von Ortenburg. Dieser verkaufte 1520 den Besitz an die Hauptgläubigerin Katharina von Knöring zu Adldorf, eine Bürgerstochter aus Braunau; unter ihr erfolgte der Neuaufbau, wobei das Schloss vier Türme erhielt. Auf die Knöring folgte der Vetter Stephan Trainer aus einem Regensburger Patriziergeschlecht, herzoglicher Hofkammerrat und Rentmeister von Landshut.
Nach dessen Tod kam der Besitz an seine Tochter Anna von Trainer. Durch ihre Heirat mit Johann Albrecht von Preysing kam Moos 1567 an diese Familie. Nach dessen Tod übernahm die Witwe bis zu ihrem Tod 1606 die Verwaltung der Herrschaft Moos. Im Jahr vor ihrem Tod hat sie das Gut ihrem jüngeren Sohn Johann Warmund übergeben. Dieser war nach seinem Universitätsstudium an der Universität Dillingen und italienischen Universitäten Obersthofmeister von Herzog Maximilian von Bayern. 1606 übertrug ihm der Herzog das Pfleggericht Vilshofen und 1628 wurde er zum Vitztum nach Straubing berufen. 1645 wurde er von Kaiser Ferdinand III. in den Reichsgrafenstand erhoben. Am 15. Mai 1619 brannte eine Hälfte der Anlage einschließlich der St.-Georgs-Kapelle nieder. Johann Warmund von Preysing (1567–1648) ließ das Schloss bis 1635 wieder aufbauen und erhöhte es um ein Stockwerk. Auch die umliegenden Wirtschaftsgebäude entstanden neu. Aber 1648 wurde der Besitz im Dreißigjährigen Krieg durch die Schweden erneut verwüstet. Danach wurde die vormals wehrhafte Anlage zu einem Herrensitz umgewandelt. Auch während des Österreichischen Erbfolgekrieges wurde Moos schwer beeinträchtigt. Unter Ernst Graf Kaspar (1767–1836) wurde Moos wieder auf- und ausgebaut (Aufbau eines Pferdegestüts, Verlegung der pressingschen bauerei von Aholming nach Moos, Errichtung eines neuen Bauhäuses). Nach seinem Tod übernahm sein Bruder Maximilian Graf von Preysing-Moos (1760–1836) den Besitz. Er verstarb 23 Tage nach dem Erbantritt. Moos kam nun an Graf Maximilian von Preising aus der Linie Lichtenegg. Ökonomie und Brauerei wurden verpachtet und wurden erst wieder 1881 nach der Übergabe an den Sohn Graf Konrad selbst geführt.
Der letzte männliche Preysing und Erbe des Besitzes, Kaspar Graf von Preysing-Lichtenegg-Moos, ein Enkel des bayerischen Königs Ludwig III., starb 1940 im Alter von 21 Jahren. Seine Schwester Theresia Gräfin von Preysing-Lichtenegg-Moos heiratete im selben Jahr Ludwig Graf von und zu Arco-Zinneberg. Seitdem befindet sich Schloss Moos im Besitz von dessen Familie.

## Baubeschreibung
Das stattliche vierflügelige Bauwerk der Renaissance besitzt vier Türme und einen Arkadenhof. An das Schloss schließt sich ein um 1789 angelegter englischer Garten an. Schloss Moos ist für die Öffentlichkeit nicht zugänglich.